# Antiperovskita
Antiperovskita (ou perovskita invertida) é um tipo de estrutura cristalina comum na natureza e semelhante à estrutura perovskita. A principal diferença é que as posições dos cátions e ânions constituíntes são invertidas na estrutura da célula unitária. Em contraste com a perovskita, os compostos antiperovskita consistem em dois tipos de ânions coordenados com um tipo de cátion. Essas substâncias compõem uma importante classe de materiais porque exibem propriedades físicas de interesse não encontradas em materiais perovskita, podendo inclusive ser utilizados como eletrólitos em baterias de estado sólido.

## Estrutura
A rede cristalina de uma estrutura antiperovskita é a mesma da estrutura perovskita, mas as posições de ânion e cátion são trocadas. A estrutura típica da perovskita é representada pela fórmula geral ABX3, onde A e B são cátions e X é um ânion. Quando o ânion é o íon óxido (divalente), os cátions A e B podem ter cargas 1 e 5, respectivamente, 2 e 4, respectivamente, ou 3 e 3, respectivamente.
Nos compostos antiperovskita, a fórmula geral é invertida, de modo que os sítios X são ocupados por um cátion (como o de um metal alcalino), enquanto os sítios A e B são ocupados por diferentes tipos de ânion. Na célula cúbica ideal, o ânion A está nos cantos do cubo, o ânion B no centro octaédrico e o cátion X nas faces do cubo. Assim, o ânion A tem número de coordenação 12, enquanto o ânion B fica no centro de um octaedro com número de coordenação de 6.
De modo semelhante à estrutura perovskita, a maioria dos compostos antiperovskita são conhecidos por seus desvios da estrutura cúbica ideal, formando fases ortorrômbicas ou tetragonais, a depender da temperatura e da pressão.
A tendência de um composto a formar uma estrutura antiperovskita depende não apenas de sua fórmula química, mas também dos tamanhos relativos dos raios iônicos dos seus átomos constituintes. Essa restrição é expressa em termos do fator de tolerância de Goldschmidt, que é determinado pelos raios, {\displaystyle r_{a}}, {\displaystyle r_{b}} e {\displaystyle r_{x}}, dos íons A, B e X.
{\displaystyle {\rm {{Fator\ de\ toler{\hat {a}}ncia}={\frac {(r_{a}+r_{x})}{{\sqrt {2}}(r_{b}+r_{x})}}}}}
Para que a estrutura antiperovskita seja estruturalmente estável, o fator de tolerância deve estar entre 0,71 e 1,00. Se estiver entre 0,71 e 0,90, o cristal será ortorrômbico ou tetragonal. Se estiver entre 0,90 e 1,00, será cúbico. Ao substituir os ânions B por ânions de outro elemento de mesma valência, mas de tamanho diferente, o fator de tolerância pode ser alterado. Diferentes combinações de elementos resultam em diferentes compostos com diferentes regiões de estabilidade termodinâmica para uma dada simetria cristalina.

## Ocorrência
Antiperovskitas ocorrem naturalmente como sulfoalita, galeíta, schairerita, kogarkoíta, nacaphite, arctita, polyphite e hatrurite. Também são encontradas em compostos supercondutores como CuNNi3 e ZnNNi3.

## Propriedades dos materiais

### Antiperovskitas sintetizadas
Antiperovskitas artificiais exibem propriedades interessantes. As propriedades físicas dos compostos antiperovskita podem ser manipuladas alterando sua estequiometria, substituindo elementos ou modificando as condições de síntese.

#### Antiperovskitas ricas em lítio (LiRAP)
Antiperovskitas recentemente sintetizadas com fórmula química Li3OBr e Li3OCl demonstraram alta condutividade de íons lítio. Conhecidas como LiRAPs (do termo em inglês Lithium Rich Antiperovskites), elas têm sido investigadas para uso como eletrólitos em baterias de estado sólido e em células de combustível. Além disso, outras antiperovskitas ricas em metais alcalinos, como Na3OCl, também têm sido investigadas por sua condutividade superiônica.

#### Antiperovskitas metálicas
Descobertos em 1930, esses cristais têm a fórmula M3AB onde M representa um elemento magnético: Mn, Ni, Fe etc.; A representa um elemento entre Ga, Cu, Sn e Zn; e B representa N, C ou B. Esses materiais exibem supercondutividade, magnetorresistência gigante e outras propriedades incomuns.

#### Nitretos de manganês antiperovskita
Os nitretos de manganês antiperovskita exibem dilatação térmica nula.